# الطب التنبؤي
الطب التنبؤي هو مجال الإسعافات السريعة في الطب الذي يتوقع المرض ويضع تدابير وقائية من أجل منع هذا المرض إما كليا أو انخفاض ملحوظ في تأثره على المريض (مثل المنع أو الحد من وفيات المرض).
في حين ان منهجيات التنبؤ المختلفة موجودة، مثل علم الجينوم، البروتيوميات، والطريقة الأساسية لتنبؤ المرض في المستقبل مبنيه علي علم الوراثة.
وعلى الرغم من أن البروتيوميات تسمح للكشف المبكر عن المرض، فإن كثير من الوقت موجود عن الكشف عن العلامات البيولوجية لان قد بدأت بالفعل عمليه المرض. ومع ذلك، الاختبارات الجينية شاملة (مثل من خلال استخدام الحمض النووي أو تسلسل الجينوم الكامل) يسمح سنوات لتقدير مخاطر المرض لعقود قبل أي مرض موجود حتى، أو حتى ما إذا كان الجنين الصحي أكثر عرضة لتطوير المرض في مرحلة المراهقة أو البلوغ.
يمكن توفير نمط الحياة أو الدواء للأفراد الذين هم أكثر عرضة للمرض في المستقبل بهدف منع المرض وتوقعه.
الاختبارات الجينية التي يدعمها المتخصصين في الرعاية الصحية تعوق الاختبار الجيني التنبؤي للقاصرين حيث أنهم المختصين في فهم علاقة الفحص الجيني وذلك للسماح لهم بالمشاركة في اتخاذ القرار حول ما إذا كان أو لم يكن من المناسب بالنسبة لهم.
ويعتبر الفحص الجيني مناسب في مجال الطب التنبؤي لحديثي الولادة والأطفال إذا كان هناك سبب مقنع للقيام بذلك، مثل توافر الوقاية أو العلاج في مرحلة الطفولة التي من شأنها أن تمنع المرض في المستقبل.

## الهدف
الهدف من الطب التنبؤي هو التنبؤ بالمرض في المستقبل حيث العاملين في مجال الرعاية الصحية والمرضى أنفسهم يمكن أن تكون لهم سباقية في تأسيس وتعديل نمط الحياة وزيادة مراقبة الطبيب، مثل امتحانات النصف السنوية لجلد الجسم بالكامل بواسطه طبيب الأمراض الجلديه أو الباطني وإذا وجد ان أحد مرضاهم لديه خطر متزايد في سرطان الجلد أو رسم القلب وأمراض القلب حيث يكون فحص من قبل طبيب القلب ووجد ان المريض لديه زيادة خطر في عدم انتظام ضربات القلب.
ويقصد بالطب التنبؤي لا للمرضى بل أكثر من ذلك بالنسبة لصحة الافراد والغرض منه هو تحديد ما إذا كانت زيادة تعرض المرضي لمرض معين أم لا.
وقد تم نشر عدد كبير من جمعيه الدراسات في الأدب العلمي الذي يظهر الصلات بين متغيرات جينية محددة في قانون الفرد الجينية ومرض محدد.
وقد وجدت الدراسات وارتباطات الدراسات أن الانثى التي لديها طفرة في الجين بروتين BRCA1 ومرض ألزهايمر لديها 65 ٪ خطر تراكمي من الإصابة بسرطان الثدي. وترتبط المتغيرات الجينية في جين العامل الخامس مع ازدياد الميل إلى تشكيل جلطات الدم، مثل جلطة (DVTs).
ومن المتوقع ان اختبارات الجينات تصل إلى السوق بسرعة أكبر من الأدوية الجديدة.
علم الوراثة لا يعد ولا يحصى وتوليد العائدات بالفعل من الاختبارات الجينية لBRCA1 وBRCA2
الطب التنبؤي يغير النموذج الأساسي في الطب من كونه متفاعل إلى أن يكون فاعلا لديه القدرة على خفض كبير في حدوث وانتشار الأمراض الشائعة على حد سواء.

## أمثله علي الطب التنبؤي
تشمل أنواع الطب التنبؤي المتاحة من المتخصصين في الرعاية الصحية علي:
- فحص حديثي الولادة: ويجري فحص حديثي الولادة بعد الولادة لتحديد الأمراض الوراثية التي يمكن معالجتها في وقت مبكر من الحياة. هذا الاختبار للرضع لبعض اضطرابات معينة هي واحدة من أكثر الاستخدامات واسع النطاق للفحص الجيني.
- اختبارات التشخيص: وأجريت الاختبارات التشخيصية للمساعدة في تشخيص نوعية المرض أو الكشف عنه. وغالبا ما يستعمل لتأكيد التشخيص خاصة عند الاشتباه في حالة معينة بناءً على الطفرات والأعراض الجسدية. اختبارات التنوع في نطاقات اختبار التشخيص من غرفة الاستشارات المشتركة مثل قياس ضغط الدم واختبارات البول الي مزيد من البروتوكولات الغازية مثل الخزعات.
- المعلوماتية الحيوية الطبية: المعلوماتية الحيوية الطبية تنطوي على تحديد خلية فردية من المعلومات الجزيئية وحيدة الخلية وتكون ميكروأرس مقرا لها. ويظل التحدي لاستخراج المعلومات ذات صلة بالطب التنبؤي بكفاءة. كثيرا ما يتم استخراج هذه المعلومات بالحاسوب تحديد وتوصيف سكان الخلية أو مجموعات الفائدة من الجينات.
- اختبار ما قبل الولادة: وتستخدم اختبارات ما قبل الولادة للبحث عن الأمراض والظروف في الجنين أو الجنين قبل ولادته. يتم تقديم هذا النوع من الاختبارات للأزواج الذين لديهم زيادة خطر إنجاب طفل يعاني من اضطرابات وراثية أو الكروموسومات. اختبارات ما قبل الولادة تساعد الزوجين علي اتخاذ قرار اجهاض الحمل. مثل الاختبارات التشخيصية، ويمكن أن تكون اختبارات ما قبل الولادة غازي أو غير غازي. غير الغازية تشمل تقنيات الامتحانات من رحم المرأة عن طريق الموجات فوق الصوتية أو شاشات مصل الأم. يمكن لهذه التقنيات الغير غازية تقييم المخاطر من شرط، ولكن لا يمكن أن يحدد على وجه اليقين إذا كان الجنين يعاني من حالة. أساليب ما قبل الولادة أكثر قليلا الغازية أكثر خطورة على الجنين وتنطوي الإبر أو تحقيقات اندراجها في المشيمة أو أخذ عينات زغابة المشيمة.
- اختبار الناقل: ويتم اختبار الناقل للتعرف على الأشخاص الذين يحملون نسخة واحدة من تحور الجينات التي، عندما تكون موجودة في كل النسخ، يؤدي إلى اضطراب وراثي. يتم تقديم هذا النوع من التجارب على الأفراد الذين لديهم اضطراب وراثي في تاريخ أسرهم أو لأشخاص في الجماعات العرقية مع زيادة خطر أمراض وراثية معينة. إذا اختبرت كلا الوالدين، يمكن اختبار الناقل توفير المعلومات حول مخاطر الزوجين لإنجاب طفل مع اضطراب وراثي.
- اختبار ما قبل الحمل: ويجري اختبار ما قبل الحمل على أحد أو كلا االأبوين المحتملين قبل أن ينظر علي الطفل. وهذا يسمح لفهم الآباء المحتملين مخاطر الأمراض واحتمال الصفات في ذريتهم في المستقبل. وقد بدأت الشركات بالفعل بتطبيق اختبار ما قبل الحمل من خلال بنوك الحيوانات المنوية وخدمات التبرع بالبويضة.

شركة علم الوراثة أعلنت في عام 2010 أنها قد اخترعت تقنية جديدة للاختبار المسبق في انتظار براءة الاختراع التكنولوجيا التي يسمونها النهج بيثيا (وهو الاسم العلمي لتوقعات النسل من خلال تحليل المجمعة من مختلف الأفراد، أو OP قاضي) الذي يستخدم جهاز كمبيوتر للجمع بين التركيبة الجينية الوراثيه للأبوين المحتملين في ترتيب وتوقع المخاطر لعدد كبير من الأمراض الشائعة والنادرة، فضلا عن احتمال سمات محددة، في ذرية في المستقبل إذا تمكن ذلك الأبوين من الإنجاب.

## الفوائد الصحية
التركيز المستقبلي للطب من المحتمل أن يوفر علاج الأمراض الحالية، عادة في تطورها المتأخر، لمنع المرض قبل تحديده.ويستند الطب التنبؤي على الاحتمالات: في الوقت الذي يقيم قابلية الإصابة بالأمراض، ليس قادرا على التنبؤ على وجه اليقين 100 ٪ أن مرض معين سيحدث. خلافا لكثير من التدخلات الوقائية التي تستهدف المجموعات (مثل برامج التطعيم)، ويجري الطب التنبؤي على أساس فردي.على سبيل المثال،الزرق أحادي الجين هو مرض يسمح للكتشاف المبكر لكي يمنع الفقدان دائم للرؤية.ومن المتوقع ان الطب التنبؤي يكون أكثر فعالية عندما يطبق على مرض جينائي الذي ينتشر في البلدان الصناعية، مثل داء السكري وارتفاع ضغط الدم، واحتشاء عضلة القلب. مع استخدام دقيق، يمكن أن أساليب الطب التنبؤي مثل الشاشات الوراثية أن تساعد في تشخيص الأمراض الجينية الموروثة التي تسببها مشاكل في جين واحد (مثل التليف الكيسي) والمساعدة في العلاج المبكر. بعض أشكال السرطان وأمراض القلب ورثت كأمراض أحادية الجينات وبعض الناس في هذه الأسر المعرضة للخطر قد تستفيد أيضا من الحصول على الاختبارات الجينية. كما تفيد التقارير أكثر وأكثر الجينات المرتبطة بزيادة التعرض للإصابة ببعض الأمراض، ليصبح الطب التنبؤي أكثر فائدة.

### الاختبار الجيني المباشر للمستهلك
مباشرة إلى المستهلك (DTC) الاختبارات الجينية تمكن المستهلك من شاشه الجينات دون الحاجة لاستشارة أخصائي الرعاية الصحية والمهنية. ويمكن أن يتم ترحيلهم دون الحصول على إذن الطبيب.الاختبارات المتنوعة في الDTC تتراوح بين تلك التجارب عن الطفرات المرتبطة بالتليف الكيسي لأليلات سرطان الثدي. اختبارات DTC جعلت تطبيق الطب التنبؤي حقيقي جدا وفي متناول المستهلكين، ففوائد اختبار DTC تضمن إمكانيه الوصول، وخصوصية المعلومات الجينية، وتعزيز استباقية الرعاية الصحية. و أما مخاطر الحصول على اختبار DTC هي عدم وجود تنظيم حكومي وتفسير المعلومات الجينية من دون تقديم المشورة المهنية.

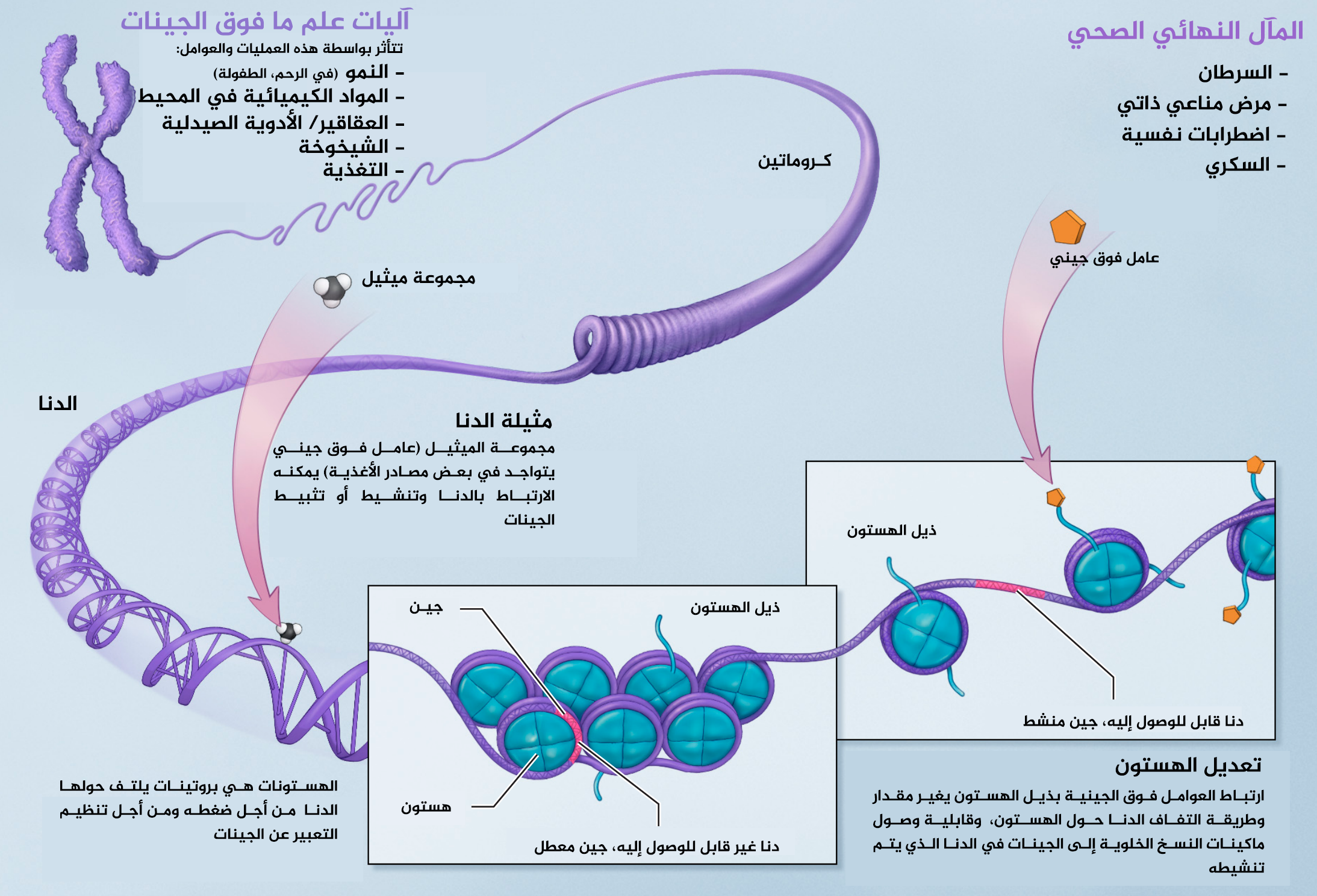
آليات إبيجينومية

### الطب التنبؤي وعلم ما فوق الجينات
الطب التنبؤي يهدف إلى حساب مخاطر الأمراض مثل سرطان الثدي للأفراد والتدخل وفقًا لذلك. كان محصورًا سابقا في مجال الوراثة، والآن يشمل تحليل مختلف سمات المرضى لتوقع المخاطر والعلاجات الفعالة. بينما ساهمت الوراثة في تحسين التنبؤ بمخاطر بعض الأمراض، فإن فوائدها المحدودة تعود إلى عوائق التكلفة والطبيعة متعددة العوامل لمعظم الأمراض، والتي تشمل عوامل مثل العمر والنظام الغذائي والتمرين ومستويات الإجهاد. التطورات العلمية الحديثة، وخاصة الوصول إلى تسلسل الجينوم البشري مقترنًا بفهم الآليات الإبيجينومية، تفتح آفاقًا جديدة لطب شخصي أكثر تخصيصًا. خصوصا وأن التغييرات الإبيجينومية قابلة للعكس، مما يسمح بتطوير أدوية إبيجينومية جديدة.

## قيود الطب التنبؤي
على مستوى البروتين، الهيكل هو أكثر حفظا من التسلسل. لذلك، في كثير من الأمراض، وجود خلل في الجينات لا يزال لا يعني بالضرورة شخص سيمرض. الأمراض المعقدة المشتركة لدى السكان على نطاق أوسع لا تتأثر فقط بالوراثة، ولكن أيضا بأسباب خارجية مثل نمط الحياة والبيئة. لذلك، الجينات ليست مثالية في التنبؤ بالصحة في المستقبل؛ فالأفراد الذين على شكل مخاطر عالية من الجين هم جميع المرشحين للحصول على هذا المرض.عوامل متعددة في البيئة، ولا سيما التدخين وممارسة النظام الغذائي، والالتهابات والتلوث، تلعب أدوار مهمة ويمكن أن تكون أكثر أهمية من التركيب الجيني. هذا ما يجعل قياس النتائج والمخاطر التي يحددها الطب التنبؤي أكثر صعوبة. وعلاوة على ذلك، يمكن نتائج إيجابية كاذبة أو سلبيات كاذبة محتملة من الإختبارات التنبؤية الجينية التي يمكن ان تسبب ضغطا كبيرالا لزوم له على الفرد.وقد بستهدف الدواء الناس الذين هم عرضة لهذا المرض وراثيا ولكن دون أعراض بعد . وهناك قلق أن عدد كبير من السكان لن يحتمل تناول أدوية وقائية قد وضعت لهذا المرض على أي حال. العديد من الأدوية لها آثار جانبية غير مرغوب فيها والأفراد المعرضين لمخاطر عالية يجب التعامل مع ذلك. في المقابل، العديد من التدابير الوقائية المستندة إلى السكان (مثل تشجيع الأنظمة الغذائية الصحية أو حظر الإعلان عن التبغ) تحمل احتمال أقل بكثير من التأثيرات السلبية، كما أنها أقل تكلفة. انخفاض في آخر للتجارب الجينية المحتملة المتاحة تجاريا تقع ضمن الآثار النفسية الناجمة عن إمكانية الوصول إلى هذه البيانات. للأمراض الوراثيه أحاديه الجينات، تقديم المشورة، والحق في رفض اختبار (الحق «لا أعرف») وقد وجد أنها مهمه. ومع ذلك، تقديم المشورة الكافية الفردية يكون من الصعب عليها توظيف نسبة كبيرة من السكان من المحتمل المرجح أن تكون على النحو المحدد في خطر كبير من الأمراض المعقدة المشتركة فبعض الناس عرضة لردود الأفعال النفسية السلبية للتنبؤات الوراثية، مثل السرطان أو المرض العقلي.

## الأخلاق والقانون
يطرح الطب التنبؤي عددا من القضايا القانونية والأخلاقية، لكل مواطن حق المزافقة أو الرفض لاستعمال هاته التقنيات الجديدة في الطب، لكن هناك احتمالية لكي تفرض هاته التقنيات بحجة أنها أجراء وقائيا في مكان العمل مثلا. ومن جهة أخرى، تعتقد العديد من المنظمات بأن هناك حاجة لتشريعات لمنع شركات التأمين وأرباب العمل من استخدام نتائج الاختبارات الجينية التنبؤية لتحديد من يحصل على التأمين أو وظيفة, الاعتبارات الأخلاقية والقانونية، من الأمور الأساسية لقضية التجارب الجينية. العواقب بالنسبة للأفراد فيما يتعلق بالتأمين والعمالة هي أيضا ذات أهمية قصوى، جنبا إلى جنب مع الآثار المترتبة على الوصم والتمييز, قد يطلب من الناس الكشف عن المعطيات الوراثية لخصوص صحتهم لأصحاب العمل أو شركات التأمين. الآفاق القاتمة للتمييز على أساس معطيات الفرد الجينية يمكن أن يؤدي إلى «الطبقة الدنيا الجينية» التي تحرم من تكافؤ الفرص للتأمين والعمل.
كما أن إن استخدام دراسات الارتباط على مستوى الجينوم (GWAS) في الأبحاث الطبية وزيادة القدرة على مشاركة البيانات يعطي تطورًا جديدًا لبعض القضايا الأخلاقية، ليس فقط عن الفرد، ولكن أيضًا عن أقاربه والمجموعات ذات الصلة والسكان. كما أن هاته التقنيات تنشئ كميات كبيرة من المعلومات الرقمية الخاصة بالأفراد والتي يسهل مشاركتها عبر الحدود الدولية، مما يزيد من أهمية القضايا الأخلاقية والسياسية التي تطرحا هاته التقنبات.

## موارد الأدب
في عام 2010، الناشر بطريق نشر إغلب جيناتك، بواسطة كولبي براندون، دكتوراه في الطب. كتب هذا الكتاب للقارئ العادي ويناقش مجال جديد من الطب التنبؤي والاختبارات الجينية من وجهة نظر الطبيب، والذي يضم عددا من إشارات ثقافة البوب مثل سيرجي Grinkov بلوم ديفيد، وانتصاره. في النصف الثاني من إغلب جيناتك الدكتور كولبي يقدم أمثلة محددة عن الكيفية التي يمكن بها استخدام الاختبارات الجينية لخفض مخاطر تعرض الشخص لعدد كبير من الأمراض، بما في ذلك مرض الزهايمر والسرطان وأمراض القلب والسكتة الدماغية، والتصلب المتعدد، والربو، والعديد من الآخرين.
في عام 2010، نشر هاربر لغة الحياة: الحمض النووي وثورة في الطب شخصي، فرانسيس كولينز س. كما هو مكتوب في الكتاب للقارئ العادي ويناقش كيف يمكن استخدام الاختبارات الجينية للدخول في الطب الشخصي. يصف الدكتور كولينز مفاهيم عامة عن كيفية الاستفادة من علم الوراثة لمكافحة عدد كبير من الأمراض، بما في ذلك مرض الزهايمر ومرض القلب.

## ممارسي الطب التنبؤي
'''كولبي براندون'''، دكتوراه في الطب: وجود الصحة، وتقع في ولاية كاليفورنيا
ستيفن ميرفي، عضو منتدب:الجينات شيربا وتقع في ولاية كونيتيكت.